# Udara manokwariensis
Udara manokwariensis är en fjärilsart som beskrevs av James John Joicey, Noakes och George Talbot 1915. Udara manokwariensis ingår i släktet Udara och familjen juvelvingar. Inga underarter finns listade i Catalogue of Life.